# Hohenstadt
Hohenstadt è un comune tedesco di 725 abitanti, situato nel land del Baden-Württemberg.